# دوبراله
دوبراله، روستایی از توابع بخش مرکزی شهرستان اسدآباد در استان همدان ایران است. خان معروف ابن آبادی محمد صادق خان چهاردولی معتمد السلطان بوده. مردم این روستا با زبان کردی صحبت می‌کنند.
دوبراله یکی از۲۸روستای منطقه چهاردولی اسداباد همدان است که زبان اصلی آن کردی اصیل می‌باشد.

## جمعیت
این روستا در دهستان چهاردولی قرار دارد. براساس سرشماری مرکز آمار ایران در سال ۱۳۹۵، جمعیت آن ۲۰۳ نفر (۵۳خانوار) بوده‌است.